# Lídia Heredia i Soler
Lídia Heredia i Soler (Badalona, 19 de maig de 1971) és una periodista catalana. Ha desenvolupat la seva carrera a la ràdio, televisió i premsa escrita. Des de 2014 i fins al 2022 va dirigir i presentar el programa de Televisió de Catalunya Els matins. Des de la tardor del 2022 és la corresponsal de TV3 a Washington DC, en substitució de Xesco Reverter.
Filla d'una mestra i d'un mecànic, i neta de metges instal·lats a Badalona, cursà estudis primaris a l'Escola Gitanjali, fundada per la seva mare. Els secundaris els va realitzar a l'Institut Badalona 7, cursant batxillerat humanístic. És llicenciada en Ciències de la informació per la Universitat Autònoma de Barcelona.
Ha treballat a Ràdio Ciutat de Badalona, Ràdio Barcelona i Onda Rambla. En premsa escrita ha estat col·laboradora del diari Avui. En televisió ha treballat a Canal+ com a gestora de drets de televisió i com a redactora i presentadora de Telecinco. L'any 2000 va fitxar per Televisió de Catalunya, on ha estat reportera del programa En directe, redactora i presentadora dels informatius del canal 3/24 i presentadora del Telenotícies vespre. Va ser presentadora d'Els matins de Televisió de Catalunya, juntament amb Josep Cuní.
Juntament amb Raquel Sans, va presentar l'any 2008 la Marató de TV3 contra les malalties mentals greus. Entre 2009 i febrer 2012 va dirigir el programa Banda ampla, i a partir de l'abril de 2012 va començar a presentar el Telenotícies migdia de TV3, juntament amb Carles Prats.
El gener de 2014 va tornar a presentar el programa Els matins de TVC, com ja havia fet amb Josep Cuní de 2007 a 2010, en substitució d'Ariadna Oltra. Durant el 2014 va presentar Collita pròpia, un programa sobre productes de proximitat.
El 2020-2021 va presentar les campanades de TV3 amb Cristina Puig i Helena Garcia Melero, emeses des del parc del Tibidabo de Barcelona.